# Kherrata
Kherrata là một đô thị thuộc tỉnh Béjaïa, Algérie. Dân số thời điểm năm 2002 là 31.743 người.